# Eduarda Amorim
Ana Eduarda Idalina Amorim, född 23 september 1986 i Blumenau, är en brasiliansk tidigare handbollsspelare (vänsternia). Hon spelade för ungerska Győri ETO KC från 2009 till 2021. Hon utsågs av IHF till Årets bästa handbollsspelare i världen 2014.

## Klubbkarriär
Eduarda Amorim började spela handboll 1998 i sin hemstad Colégio Barão do Rio Branco. Från 2002 spelade hon för brasilianska klubben Metodista och övergick till São Caetano två år senare. Vid årsskiftet 2005–2006 flyttade Amorim till Europa, där hon spelade för den makedonska klubben Kometal Gjorče Petrov Skopjei. Hennes äldre syster Ana Amorim spelade också där i Kometal Gjorče Petrov Skopje. Med den klubben vann hon både det makedonska mästerskapet och den makedonska cupen tre säsonger.
När Kometal Skopje fick ekonomiska svårigheter 2009 flyttade Eduarda Amorim till ungerska toppklubben Győri ETO KC. Med Győri ETO KC vann hon det ungerska mästerskapet 2010, 2011, 2012, 2013, 2014, 2016, 2017, 2018 och 2019 och dessutom den ungerska cupen 2010, 2011, 2012, 2013, 2014, 2015, 2016, 2018, 2019 och 2021.
Hon spelade finalen i EHF Champions League 2012, men förlorade men den montenegrinska klubben ŽRK Budućnost Podgorica vann finalen. Amorim gjorde 75 mål detta år i Champions League och slutade sexa i målskytteligan. 2013 nådde brasilianskan åter finalen och då vann Győri ETO KC sin första europeiska titel. Sedan vann hon även 2014, 2017, 2018 och 2019 Champions League. I februari 2015 valdes hon till världens bästa damhandbollsspelare 2014.
Från sommaren 2021 hade Amorim kontrakt med den ryska GK Rostov-Don. I mars 2022 avslutades kontraktet efter att EHF uteslutit alla ryska lag från alla internationella matcher. Amorim började spela för CSM Bukarest, med vilken hon vann den rumänska cupen. Hon avslutade sin handbollskarrär efter säsongen 2021–2022.

## Landslagskarriär
Eduarda Amorim spelade inledningsvis för det brasilianska juniorlandslaget och ingick sedan i truppen till seniorlandslaget. Vid U-20 VM 2005 blev Amorim uttagen i All Star Team som vänsterback. Hon debuterade i A-landslaget 2006.
Med det brasilianska laget deltog hon i de 15:e panamerikanska spelen i Rio de Janeiro 2007 där hon vann guldmedaljen. Hon deltog även vid OS 2008 i Peking, OS 2012 i London, OS 2016 i Rio de Janeiro och slutligen vid OS 2020 i Tokyo.
Eduarda Amorim var en del av den brasilianska truppen vid VM 2007, 2009, 2011 och 2013. Vid VM 2013 i Serbien var Amorim med och vann VM-titeln och valdes också som turneringens mest värdefulla spelare MVP. I november 2014 drabbades Amorim av en korsbandsskada i en vänskapsmatch med det brasilianska laget, varför hon vara borta från spel närmare ett år. Vid panamerikanska mästerskapen 2017 vann hon guldmedaljen. Hon deltog sedan i VM 2017 och slutligen vid VM 2019.
Mellan 2006 och 2021 spelade Amorim 204 landskamper och stod för 677 mål i landslaget.

## Individuella utmärkelser
- IHF Världens bästa damhandbollsspelare 2014
- EHF Årets spelare 2019
- MVP vid VM 2013